# Rubén Darío Hernández
Ruben Darío Hernández Ariza (Barranquilla, 19 de janeiro de 1965) é um ex-futebolista profissional colombiano, que atuava como atacante.

## Carreira
Rubén Darío Hernández fez parte do elenco da Seleção Colombiana de Futebol na Copa do Mundo de 1990.